# 訃報 1978年8月
訃報 1978年8月（ふほう 1978ねん8がつ）では、1978年（昭和53年）8月中に物故した、又は物故が報じられた人物についてまとめる。

## （1日 - 15日）

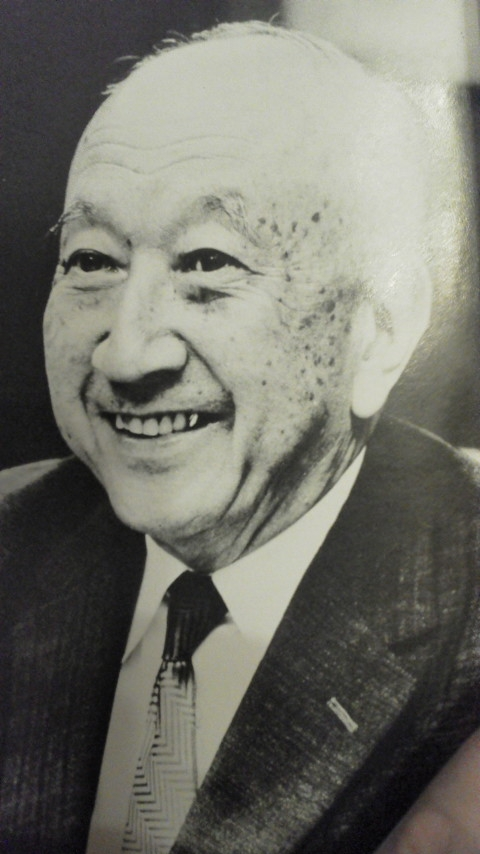
植村甲午郎／8月1日没

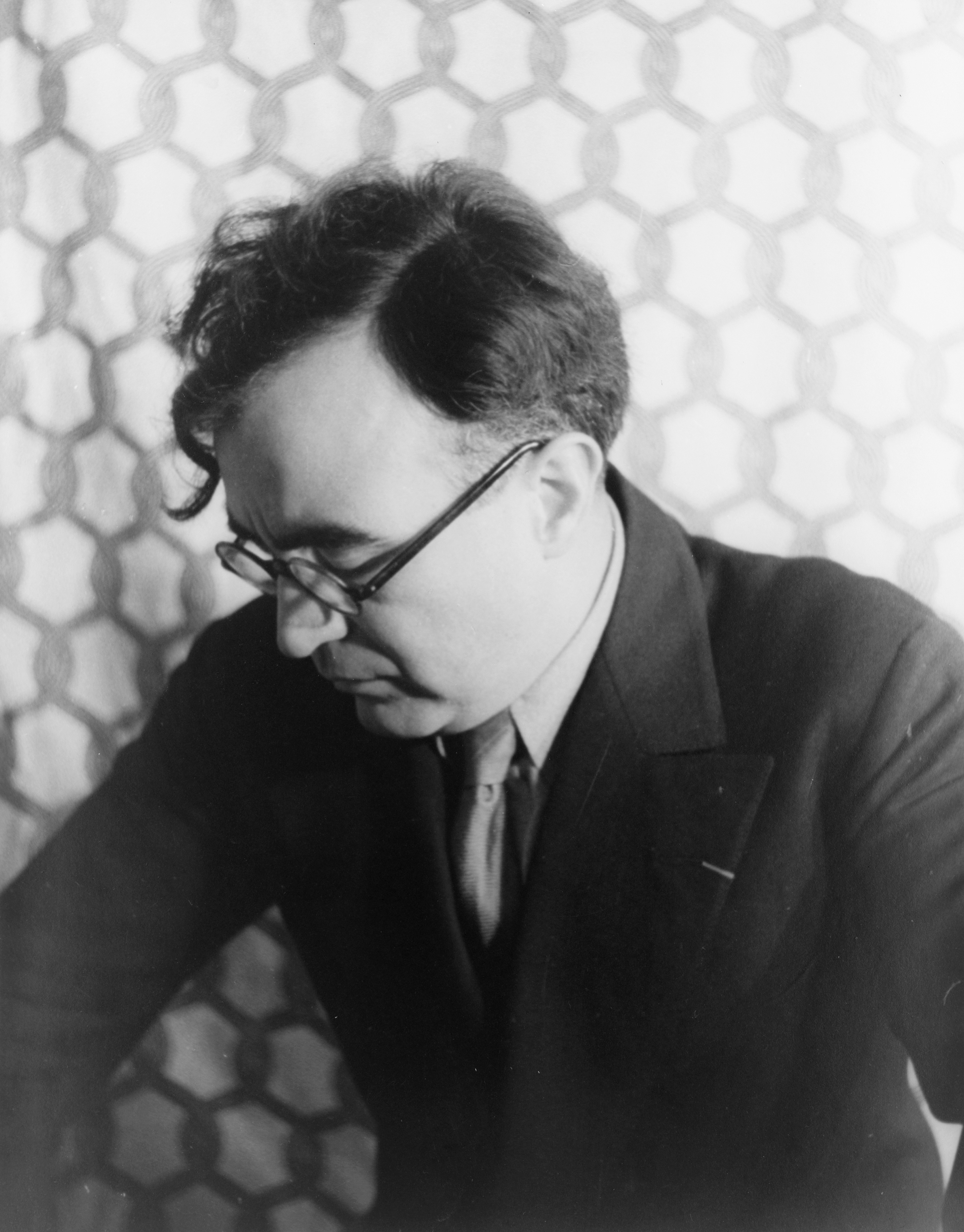
カルロス・チャベス／8月2日没

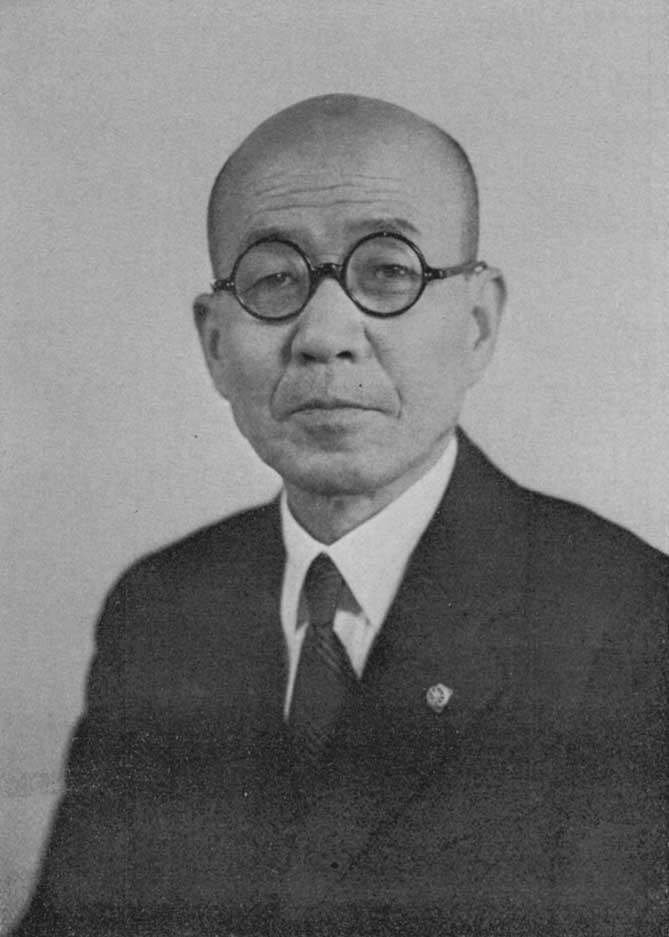
加藤常賢／8月3日没

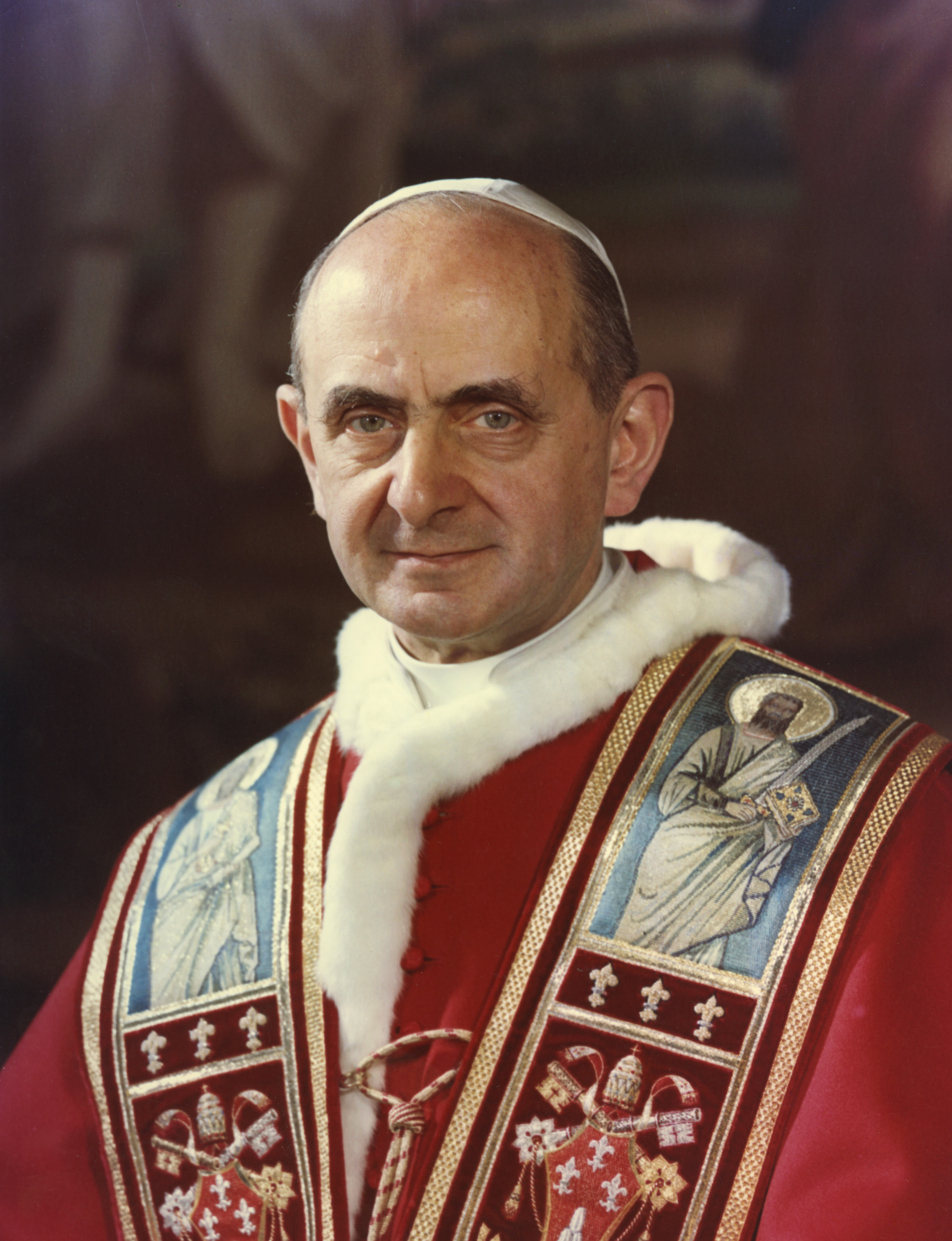
パウロ6世／8月6日没

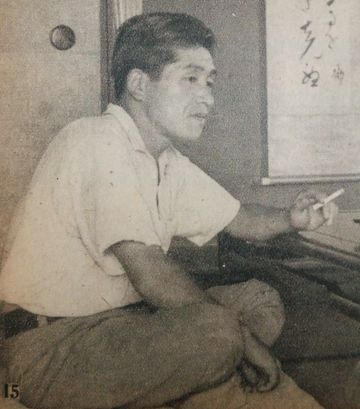
阿部正太郎／8月10日没

- 8月1日 - 植村甲午郎、実業家・第3代経団連会長（* 1894年）
- 8月1日 - 西垣脩、俳人・国文学者（* 1919年）
- 8月2日 - カルロス・チャベス、作曲家（* 1899年）
- 8月3日 - 鶴岡トシ、教育者（* 1894年）
- 8月3日 - 加藤常賢、中国古代学者（* 1894年）
- 8月5日 - 山田弥一、政治家（* 1906年）
- 8月5日 - ジェシー・ヘインズ、メジャーリーガー（* 1893年）
- 8月6日 - パウロ6世、第262代ローマ教皇（* 1897年）
- 8月7日 - 津金佑近、政治家・元衆議院議員（* 1929年）
- 8月10日 - 篠田統、食物史学者（* 1899年）
- 8月10日 - 阿部正太郎、騎手・調教師（* 1913年）
- 8月13日 - 入江啓四郎、国際法学者・ジャーナリスト（* 1903年）
- 8月13日 - 千輪浩、心理学者・東京大学名誉教授（* 1891年）
- 8月14日 - 衣巻省三、作家（* 1900年）

## （16日 - 31日）

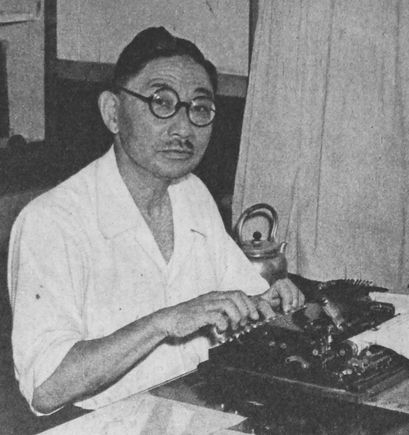
西成甫／8月17日没

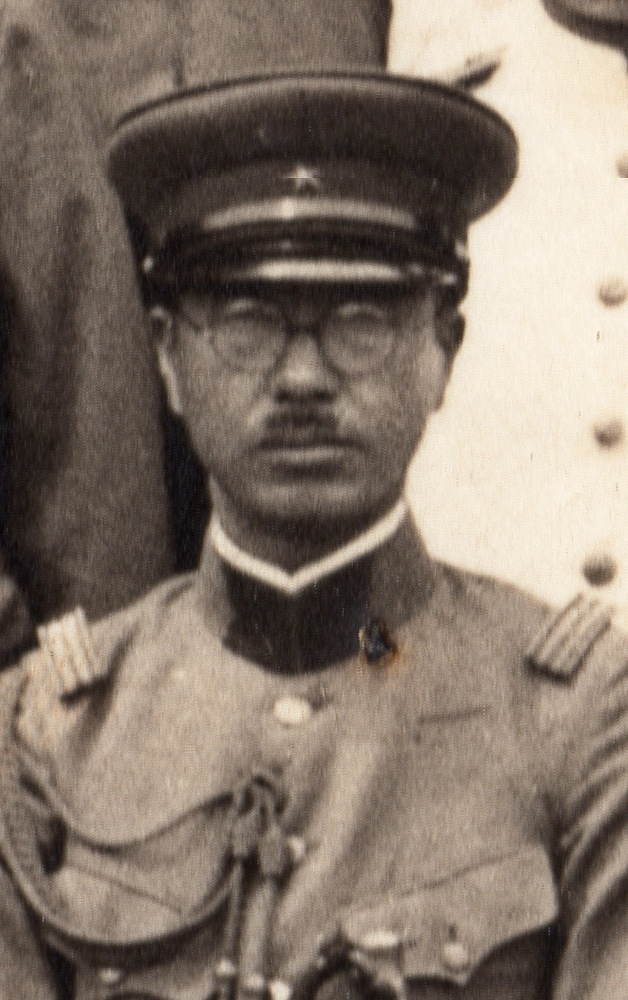
星野利元／8月21日没

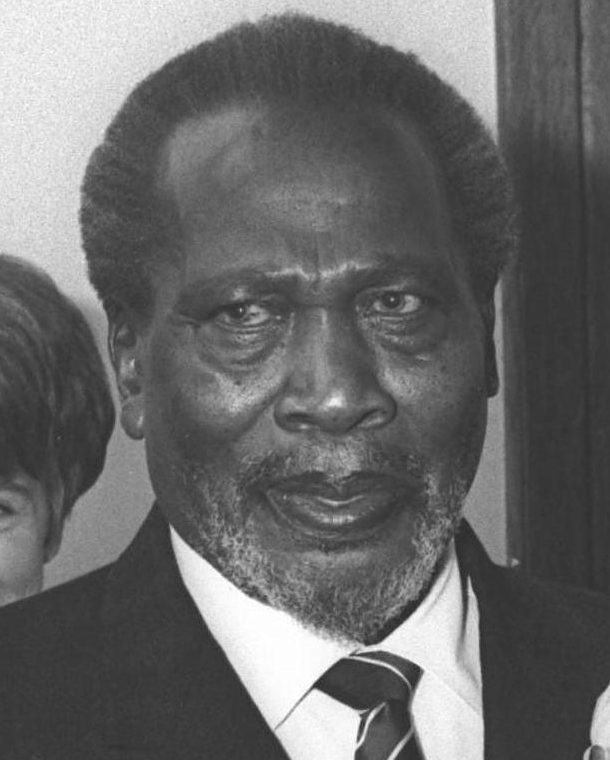
ジョモ・ケニヤッタ／8月22日没

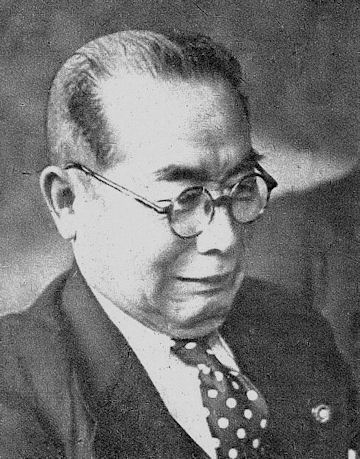
野溝勝／8月22日没

- 8月17日 - 西成甫、解剖学者・エスペラント運動家（* 1885年）
- 8月18日 - 永持源次、陸軍軍人・実業家（* 1884年）
- 8月21日 - 星野利元、陸軍軍人（* 1892年）
- 8月21日 - 村上肇、元多芸村長・化学者（* 1898年）
- 8月21日 - チャールズ・イームズ、デザイナー・建築家（* 1907年）
- 8月22日- 緒方章、薬学者・薬学博士（* 1887年）
- 8月22日 - ジョモ・ケニヤッタ、ケニアの初代大統領（* 1893年）
- 8月22日 - 岡本素光、宗教哲学者・仏教学者・博士（* 1898年）
- 8月22日 - 野溝勝、政治家・農民運動家（* 1898年）
- 8月24日 - 栗原浩、政治家（* 1900年）
- 8月24日 - 高橋敬美、日本画家（* 1892年）
- 8月24日 - 石川孝一、実業家・元神鋼商事社長（* 1908年）
- 8月25日 - 下田光造、医学者・精神科医（* 1885年）
- 8月29日 - 佐谷靖、元舞鶴市長（* 1905年）
- 8月30日 - 登坂哲朗、バスケットボール選手（* 1934年）
- 8月31日 - 津田青楓、画家（* 1880年）